# جينيفيف فيوري
جينيفيف فيوري (بالإنجليزية: Genevieve Fiore)‏ (1912 – 2002) كانت ناشطة في مجال حقوق المرأة والسلام في الولايات المتحدة الأمريكية، بالإضافة إلى أنها أسست وشغلت منصب المدير التنفيذي لفرع كولورادو التابع لمنظمة الأمم المتحدة للتربية والعلم والثقافة (اليونسكو). أُسس نادي اليونسكو التابع لها في العام الذي تشكلت فيه الأندية للمرة الأولى، وكانت المنظمة الثالثة التي تأسست في العالم. في عام 1967، كُرمت فيوري باعتبارها إحدى المرشحات لجائزة نساء كولورادو ذوات الإنجاز. في عام 1975، كرّمت إيطاليا فيوري وقدمت لها وسام نجمة التضامن الإيطالي. في عام 1991، نُصبت فيوري في قاعة مشاهير نساء كولورادو لنشاطها على مدى سنوات عديدة في مجال السلام والعمل في سبيل قضايا حقوق المرأة.

## خدمة المجتمع
تحمست فيوري لإنشاء عالم يركز على السلام والتسامح بعد أن تعرضت للتمييز الشخصي، وفقدت أفراد أسرتها في الحرب العالمية الأولى والحرب العالمية الثانية. تطوعت فيوري للعمل في مركز ستيل المجتمعي في شمال دنفر بعد إنشائه في عام 1937. في أثناء عملها بمنصب عضو في مجلس إدارة مركز ستيل في عام 1947، علمت فيوري باستضافة دنفر مؤتمرَ اليونسكو الإقليمي. أنشأ كويتشي أويدا أول نادٍ لليونسكو في اليابان قبل بضعة أشهر من المؤتمر. استطاعت فيوري من خلال تسجيل المركز حضور المؤتمر بصفتها مراقبًا رسميًا وجامعةً للمنشورات التي ستُعرض خلال الحدث في سبيل بدء مكتبة تابعة للأمم المتحدة. استطاعت فيوري تأسيس مجموعة تُعتبر منظمة تابعة لليونيسكو في مركز ستيل، رغم أنها واجهت في البداية مشكلةً في حث الآخرين على دعم وجهات نظرها السلمية. تولت فيوري رئاسة المجموعة عندما لم يقبل أي أحد هذا المنصب، وخططت لتوظيف مدير تنفيذي لها. أصبحت المجموعة المنشأة في عام 1947 ثالث نادٍ لليونسكو في العالم أجمع، إذ لم يكن قبله إلا مجموعة أويدا في سنداي ومجموعة أخرى تأسست في كيوتو. حث أفراد الأسرة فيوري على بقائها في المجموعة ودعموها، فأصبحت المدير التنفيذي لها، إذ عملت طوعيًا بمعدل 70 ساعة في الأسبوع.
قدمت فيوري وأعضاء ناديها من خلال برنامج التبني المدرسي الملابسَ واللوازمَ المدرسية لإحدى المدارس في سيكوليانا في صقلية، وكان هذا المشروع هو مشروعهم الأول، ولكن بعد بضعة أشهر، تبنى النادي مدرسة أخرى في ضواحي أثينا. قدمت فيوري برامجًا في الإذاعة والتلفزيون في المدارس والمنظمات لمناقشة مشاريع اليونسكو وبرامجها الإغاثية. اشتملت عروضها، التي بلغ مجموع حضورها أكثر من 4000 شخص، على جدولة الأعمال مع المحافظين، وأعضاء الكونغرس، والمسؤولين الحكوميين، وسيدات الأعمال، وحثت أيضًا على حسن النية والتعاون الأُمميَّين. سافرت إلى شتّى أنحاء الولاية، وحضرت مؤتمرات في مدينة نيويورك، أما على الصعيد الدولي، فقد حضرت مؤتمرات في كولومبيا البريطانية، وكندا، وإيطاليا، واليابان، والمكسيك. في عام 1953، ساعدت فيوري في إنشاء إل سيركولو إيتاليانو (الدائرة الإيطالية) لتعزيز الصداقة والتفاهم ضمن المجتمع الإيطالي الأمريكي في دنفر. قدمت المنظمة دروسًا في اللغة الإيطالية بصورة مجانية. في عام 1955، أصبحت فيوري مؤيدةً لمشروع قطب السلام الياباني، وحضرت المؤتمر الدولي للاتحاد العالمي لأندية اليونسكو ومراكزها ورابطاتها، المعقود في سنداي في عام 1984.